# Erioptera (Erioptera) polydonta
Erioptera (Erioptera) polydonta is een tweevleugelige uit de familie steltmuggen (Limoniidae). De soort komt voor in het Neotropisch gebied.